# 薪伝実験劇団
薪伝実験劇団（しんでんじっけんげきだん）は、演出家のオウ・チュウ（ワン・チョン、王翀）を中心に2008に結成された、北京の実験的な劇団。現在までに17作品を上演しており、中国、香港、台湾、韓国、日本、アメリカ、カナダ、イギリス、フランス、オランダ、ノルウェー、オーストラリアなど各国で巡回公演を行い、中国とアメリカのマスコミと学術界にも注目された。『e-Station』はモンローリエ国際演劇節大賞にノミネートされている。中国でもっとも活躍な芸術団体の一つである。
2013年12月、新作の『地雷戦 2.0』はFestival/Tokyoアワードを受賞した。

## 公演履歴
| 題名                                    | 作家                           | 初演時間         | 巡回公演履歴                                         |
| --------------------------------------- | ------------------------------ | ---------------- | ---------------------------------------------------- |
| Constellations                          | Nick Payne                     | 2014, 中国語初演 | 北京、上海                                           |
| 幽霊2.0                                 | ヘンリック・イプセン           | 2014, 初演       | ソウル、北京、上海                                   |
| 地雷戦2.0                               | オウ・チュウ                   | 2013, 初演       | 東京、杭州、北京、上海、天津                         |
| 愛神                                    | 趙秉昊                         | 2013, 初演       | ニューヨーク                                         |
| Ibsen in One Take                       | Oda Fiskum                     | 2012, 初演       | 北京、ロッテルダム、広州、上海、オスロ、アデレード   |
| 海上花2.0                               | オウ・チュウ                   | 2012, 初演       | 上海                                                 |
| The Agony and the Ecstasy of Steve Jobs | Mike Daisey                    | 2012, 中国語初演 | 北京、上海、蘇州、無錫、太倉                         |
| 椅子2.0                                 | オウ・チュウ                   | 2012, 初演       | 利賀村、北京                                         |
| 雷雨2.0                                 | オウ・チュウ                   | 2012, 初演       | 北京、台北                                           |
| Central Park West                       | ウディ・アレン                 | 2011, 中国語初演 | 北京、深圳、杭州、鄭州、長沙、寧波、上海、台北、天津 |
| ハムレット・マシーン                    | ハイナー・ミュラー             | 2010, 中国初演   | 北京、杭州、アヴィニヨン                             |
| 京具                                    | なし                           | 2010, 初演       | 北京、上海                                           |
| 渇望                                    | サラ・ケイン                   | 2009, 中国初演   | 北京                                                 |
| Self-accusation                         | ペーター・ハントケ             | 2009, 中国初演   | 北京、香港、深圳、上海、ロンドン                     |
| ヴァギナ・モノローグス                  | イヴ・エンスラー               | 2009, 中国初演   | 北京、上海、深圳、長沙、杭州、天津                   |
| e-Station                               | なし                           | 2008, 初演       | 北京、ニューヨーク、ケベック、エディンバラ、上海     |
| アラビアの夜                            | ローラント・シンメルプフェニヒ | 2007, 中国語初演 | 北京                                                 |